# Лімнологія
Лімноло́гія, озерознавство (від дав.-гр. λίμνη — озеро і λόγος — знання; рос. лимнология, англ. limnology; нім. Limnologie f, Seekunde f) — наука про поверхневі водойми суходолу з уповільненим водообміном — озера, ставки, водосховища. Розділ гідрології. Лімнологія використовує методи гідрології, метеорології, гідробіології, гідрохімії, гідрофізики, геоморфології та інші.

## Об'єкт
Лімнологія вивчає комплекс взаємопов'язаних фізичних, хімічних та біологічних процесів, що протікають в озерах, форми, розміри, походження озерних западин, донні відклади, фізичні та хімічні властивості води, гідрологічний режим, рослинний та тваринний світ. Гідрологічний режим природних і штучних (водосховищ, ставків) водоймищ складається з окремих гідрологічних показників: температури, прозорості, кольору і хімічного складу води, товщини льоду, рівня води, глибин і рельєфу дна, течій і хвилювань на поверхні, стоку і наносів до та з озера, інших параметрів, які досліджує озерознавство.
Лімнологія досліджує:
- Геологію озерних улоговин (форму, розміри, геологічну будову, походження та еволюцію).
- Гідрологічний режим водойм (коливання рівня водного дзеркала, джерела живлення, водний баланс, хвилювання, течії, термічний і льодовий режими, донні відклади тощо).
- Гідрохімічний режим водойм.
- Гідробіологію водойм (життєдіяльність та взаємовідношення водних організмів).

## Завдання
Завдання озерознавства: розрахунки та прогноз режиму водойм, охорона від забруднення.

## Методи
В озерознавстві застосовують електро-, фото- і звукометричні методи досліджень; математичний, картографічний і аерокосмічний (аерофотозйомка, ДЗЗ) метод комплексного аналізу водойм. Матеріали для озерознавчих досліджень отримують в результаті спеціальних експедицій, збирають на стаціонарних озерних станціях, в гідрометеорологічних обсерваторіях. В Україні такі обсерваторії було створено на Кременчуцькому, Дніпровському і Каховському водосховищах. Отримані польові дані обробляють камерально в науково-дослідних закладах із застосуванням високоточного наукового обладнання. У методах сучасної лімнології математичне та гідравлічне моделювання гідродинамічних процесів.

## Історія
Лімнологія як самостійна наука розвивається з кінця XIX століття. Засновником науки вважають швейцарського вченого Франсуа-Альфонса Фореля, який проводив багаторічні лімнологічні дослідження на Женевському озері, результати яких вийшли окремою монографією 1904 року, вперше сформулював цілі й задачі науки, видав першу настанову зі спостереження за режимом озер 1901 року. Попервах дослідження озер рухались в двох напрямках: гідролого-географічному (загальний опис, гідрометричні вимірювання окремих елементів режиму) та гідробіологічному (дослідження окремих елементів флори і фауни, спроби пошуку загальних закономірностей).
Впродовж 1860-1870-х років інтенсивно досліджуються озера Альп; 1887 року комплексно досліджуються озера штату Вісконсин у США. Значний внесок у розвиток лімнології зробили: англійський вчений Джон Меррей (шотландські озера — 1900—1910), американські вчені Едвард Бердж і Чансі Джудей (вісконсинські озера — 1900—1915). У напрямку досліджень озерної циркуляції спричиненої вітром працювали Едвард Бердж і австрієць В. Шмідт. На початку XX століття на перший план вийшли питання риборозведення, тому більшість лімнологічних питань розроблялось гідробіологами Росії, США, Німеччини, Польщі, Швеції, Швейцарії. Лімнологами зі Швеції (Ейнар Науманн) та Німеччини (Август Тінеманн) була розроблена озерна типологія за ступенем їхньої трофності. Це вчення заклало основи для досліджень процесів утворення біологічної продукції, користуючись балансами окремих елементів гідрологічного режиму озер. 1922 року Тінеманн та Науманн заснували Міжнародне лімнологічне товариство (англ. International Society of Limnology)а.

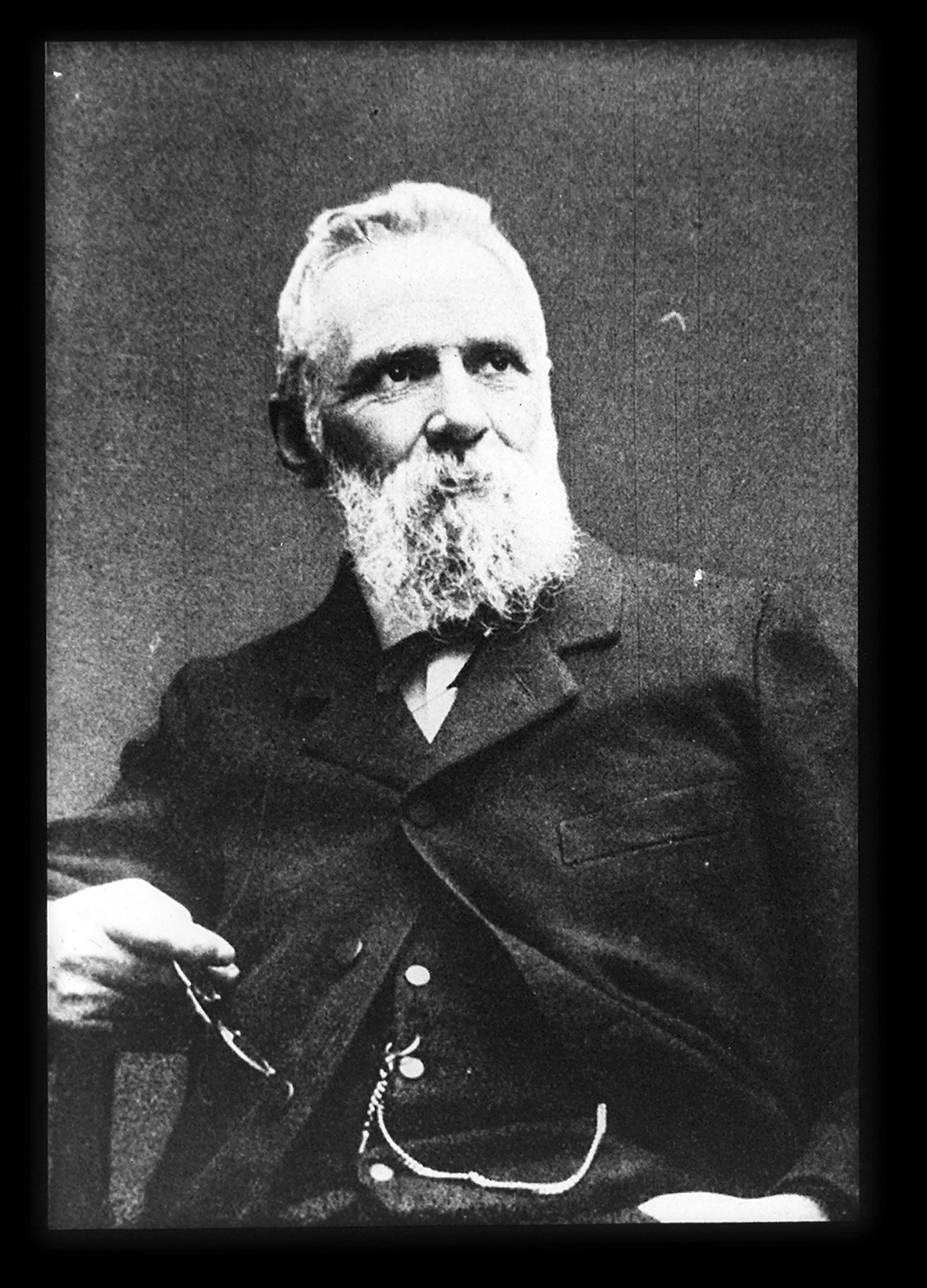
Франсуа Форель
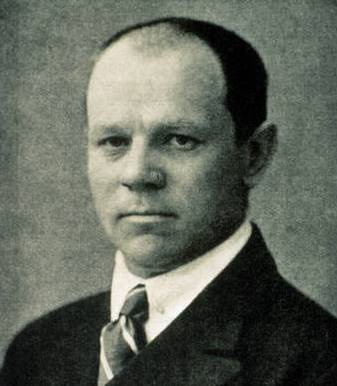
Ейнар Науманн
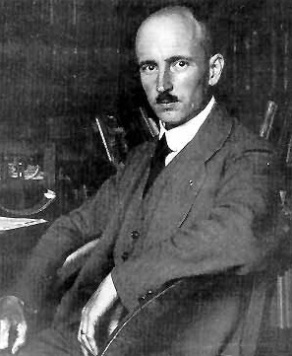
Август Тінеманн
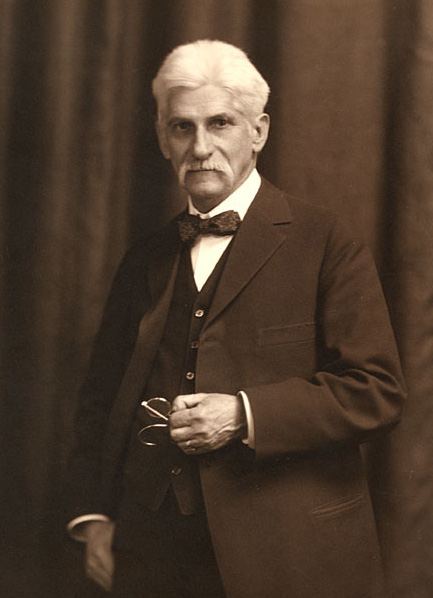
Едвард Азаель Бердж
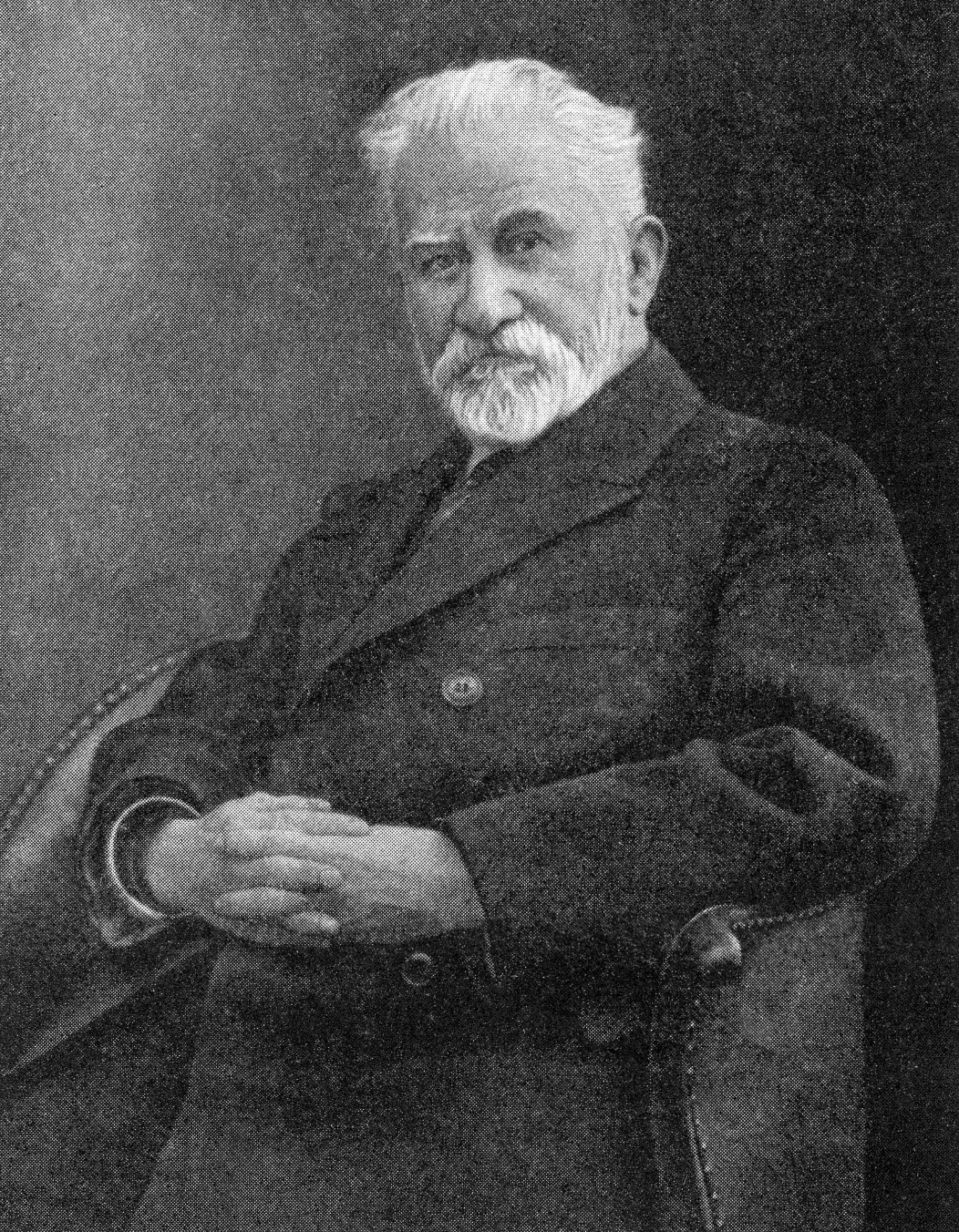
Дмитро Анучин
Євген Бурксер

Матеріал для озерознавчих досліджень збирають на стаціонарних озерних станціях, в гідрометеорологічних обсерваторіях. Постійні озерні станції починають створюватись з кінця XIX століття. Першою такою станцією стала Почерницька на однойменному ставі у Чехії 1888 року. 1890 року відкрита Пльонська станція в Німеччині. Світового значення мають наукові дослідження проведені на озерних станціях Польщі (Вігри), Угорщини (Балатон), Німеччини (Пльонське озеро), Австрії (Лунцькі озера в Тиролі), Данії (Фурське озеро), Швеції (Анебора), США (Вісконсин).

## В Росії та СРСР
У Російській імперії М. Стабровський 1854 року відкрив сейші на Онезькому озері. Експедиції А. П. Андрєєва впродовж 1857—1866 років комплексно досліджували Ладозьке озеро; В. І. Дибовського і В. Годлевського впродовж 1870-х років — Байкал.
Значний внесок у розвиток лімнології зробили російські вчені Дмитро Анучин (Верхньоволзькі озера — 1894—1895), Юлій Шокальський (Ладозьке озеро — 1897), Лев Берг (Аральське море — 1899—1902, Іссик-Куль — 1903), Глеб Верещагін, Євген Марков (Севан — 1911), В. Н. Лебедєв (камчатські озера — 1908—1909). 1906 року Олександр Воєйков запропонував метод обчислення теплозапасу озер.
З 1890-х років у Росії розпочалася диференціація досліджень озер за гідрологічними, гідробіологічними та гідрохімічними напрямами, відкриваються перші озерні станції. Перша озерна станція відкрилась 1891 року на озері Глибокому під Москвою. 1896 року академік Іван Бородін відкрив станцію на озері Бологовському. 1908 року відкрилась біологічна (пізніше лімнологічна) Косинська станція в Косино під Москвою. За часів СРСР процес створення озерних станцій продовжився, 1926 року було створено станцію на високогірному озері Севан у Вірменії, 1928 року — на озері Байкал, 1931 року — на Онезькому озері.
1919 року в Росії було створено Державний гідрологічний інститут, який централізовано й на державному рівні розпочав науково-практичне вивчення водойм країни. Численними експедиціями інституту вже за перші десятиліття були досліджені найбільші озера країни: карельські озера (1920—1924), Ільмень (1924—1927), Ладозьке і Онезьке озера (1924—1933), Аральське (1925), Іссик-Куль (1928—1930), алтайські озера (1928—1931), Балхаш (1928—1931), Байкал, уральські озера. Соляна лабораторія АН СРСР досліджувала поклади солей в озерах Барабинського та Кулундинського степів (1928—1935), пізніше (1936—1951) це робив Всесоюзний інститут галургії. У 1931—1933 роках Гідрометслужба провела комплексну «Лімнологічну зйомку СРСР», дані якої увійшли до видань Водного кадастру СРСР. У перші роки радянської влади глибоко досліджувалось питання використання сапропелевих мулів у якості добрив для потреб сільського господарства, при АН СРСР було створено спеціальну комісію. 1936 року було створено Лабораторію озерознавства АН СРСР. Проблемами озерознавства займались вчені Інституту рибного господарства АН СРСР та інших інститутів.

## В Україні
Значний внесок у розвиток лімнології зробили українські вчені Євген Бурксер, Григорій Швець, Юрій Марковський.
В Україні 1936 року на Дніпровському водосховищі почала роботу перша озерна Дніпропетровська гідробіологічна станція. Пізніше гідрометеорологічні обсерваторії були створені на Кременчуцькому і Каховському водосховищах. Провідним науковим центром з озерознавства в Україні виступає Інститут гідробіології НАНУ, Український науково-дослідний гідрометеорологічний інститут, Інститут гідромеханіки НАНУ, НДІ рибного господарства. Історично лімнологи України працюють в тісних зв'язках із озерознавцями Білорусі, Молдови, Польщі, Румунії, Чехії та Словаччини. Українські вчені працюють в комплексній міжнародній науковій програмі «Планетарні геофізичні дослідження».

## Прикладне значення
Результатами досліджень користуються в організаціях та на підприємствах різних галузей економіки: водопостачання, рибництво, водний транспорт, гідроенергетика, зрошування, добування корисних копалин. Лімнологічні дослідження важливі для оцінки екологічних наслідків антропогенного впливу на водойми, наприклад, в результаті забирання води на зрошування, надходження забруднених стоків до водойм, теплового навантаження електростанцій на викопному паливі.